# Leopold Morela
Leopold Morela, slovenski zdravnik, * 1938 ali 1939, † 2022

## Odlikovanja in nagrade
Leta 1992 je prejel častni znak svobode Republike Slovenije z naslednjo utemeljitvijo: »za izjemne zasluge pri obrambi svobode in uveljavljanju suverenosti Republike Slovenije«.